# Карлос Марчена
Ка̀рлос Марчѐна Ло̀пес (на испански: Carlos Marchena López) е испански футболист и треньор. Роден е на 31 юли 1979 в град Севиля, област Андалусия, Испания.

## Състезателна кариера
Марчена започва професионалната си кариера в родния си клуб Севиля на 18-годишна възраст. По това време отбора се състезава в Сегунда Дивисион. На 22 август 1999 г. той дебютира у дома в цял мач срещу Реал Сосиедад, завършил 2:2.
Привлякъл вниманието на грандовете, след края на сезона Карлос преминава в Бенфика. В клуба от Лисабон се застоява само един сезон, преди да се завърне в Испания.
Водачът в Примера Дивисион - Валенсия, предприема офанзива за подмладяване на състава и търси заместник в центъра на защитата на ветерана Мирослав Джукич. Осигурява си услугите на Марчена, който подписва четиригодишен договор, а трансферът на Златко Захович в обратна посока е част от сделката. В първия си сезон с екипа на Валенсия, Карлос записва 16 участия, а в следващия постепенно се налага в първия отбор.
През сезон 2003/04, с екипа на Валенсия печели Купата на УЕФА, както и Примера Дивисион, а Марчена изиграва основна роля, като в отбраната партнира на опитния Роберто Аяла. С тези си изяви е привлечен в Испанския национален отбор от треньора Иняки Саес за Евро 2004. Въпреки че Испания не се представя добре в турнира и отпада в ранен стадий, Марчена записва 2 изяви, в които получава 2 жълти картона.
2004/05 не е много успешен сезон за Валенсия, тъй като с новия треньор Клаудио Раниери, отборът се бори както на вътрешния шампионат, така и в европейските турнири. В мач от първия кръг на Шампионската лига срещу Вердер Бремен на Местая, Марчена е титуляр, но отборът му е отстранен в последната минута на срещата и напуска най-комерсиалния турнир.
Марчена е част от „Ла фурия“ за Световно първенство през 2006. Въпреки това, той не попада в титулярния състав и записва само един мач срещу Саудитска Арабия. Част е от отбора и за Евро 2008 г., този път като безспорен титуляр и допринася за спечелването на европейската титла. След края на шампионата попада в идеалния състав на турнира. След успеха на Европейското първенство, Карлос е избран от своите съотборници за новия капитан на Валенсия.

## Успехи
- Валенсия
  - Примера Дивисион - 2002 и 2004
  - Купа на УЕФА - 2004
  - Суперкупа на УЕФА - 2004
  - Купа на Испания - 2008
- Испания
  - Световен шампион U-20 - 1999
  - Европейски шампион – Евро 2008
  - Олимпийски игри 2000 – сребърен медал